# Téléphérique
Ne doit pas être confondu avec Télécabine.
Pour l’article ayant un titre homophone, voir Téléféric.

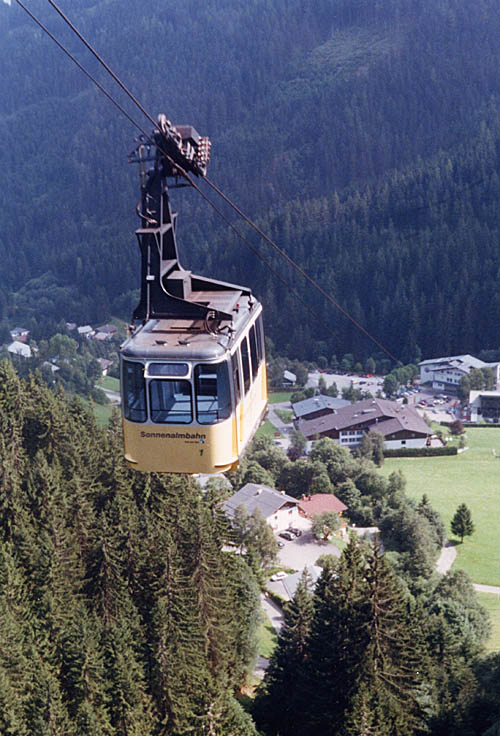
Téléphérique de Zell am See dans les Alpes autrichiennes.

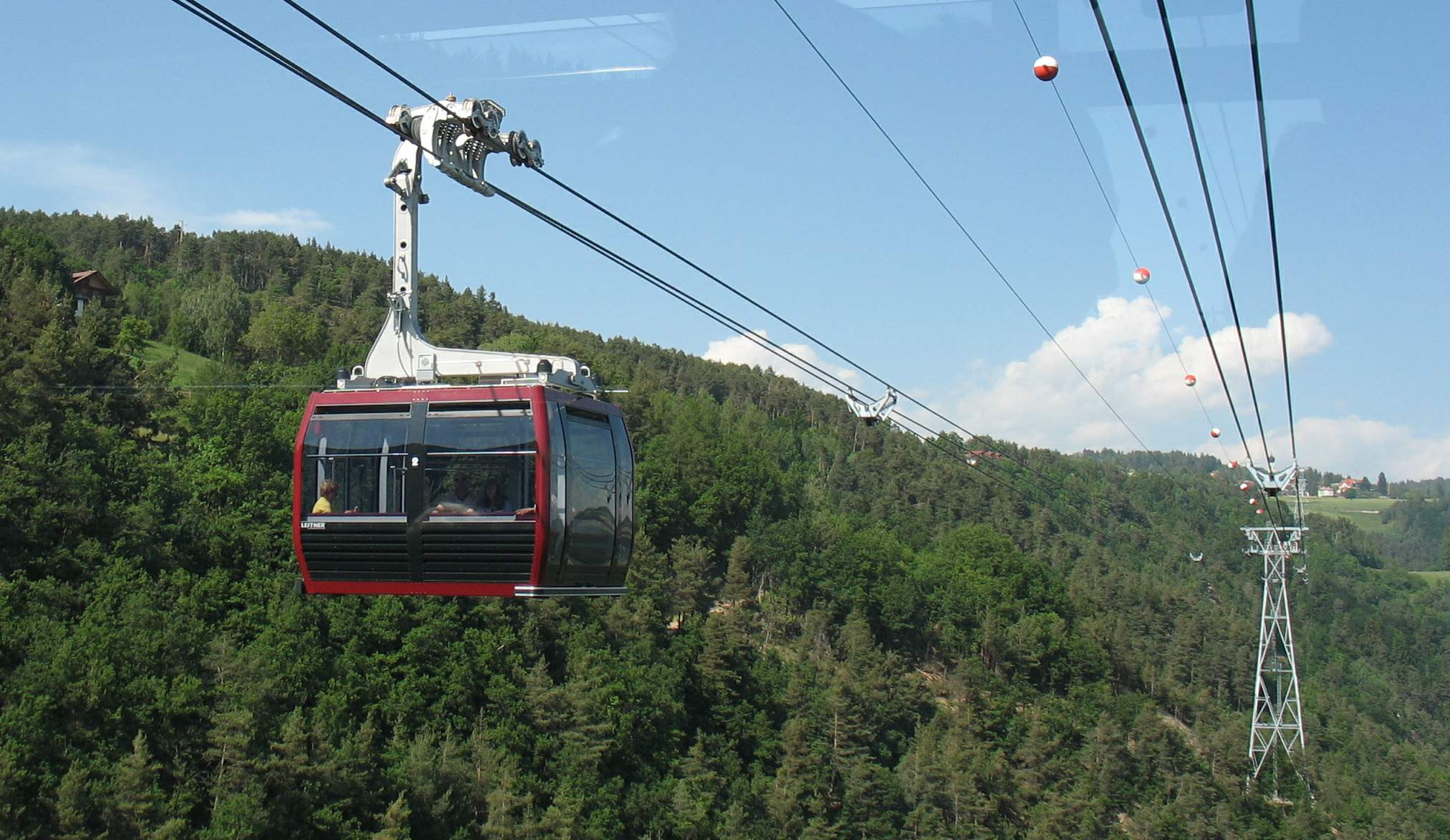
Téléphérique de Renon en Italie.

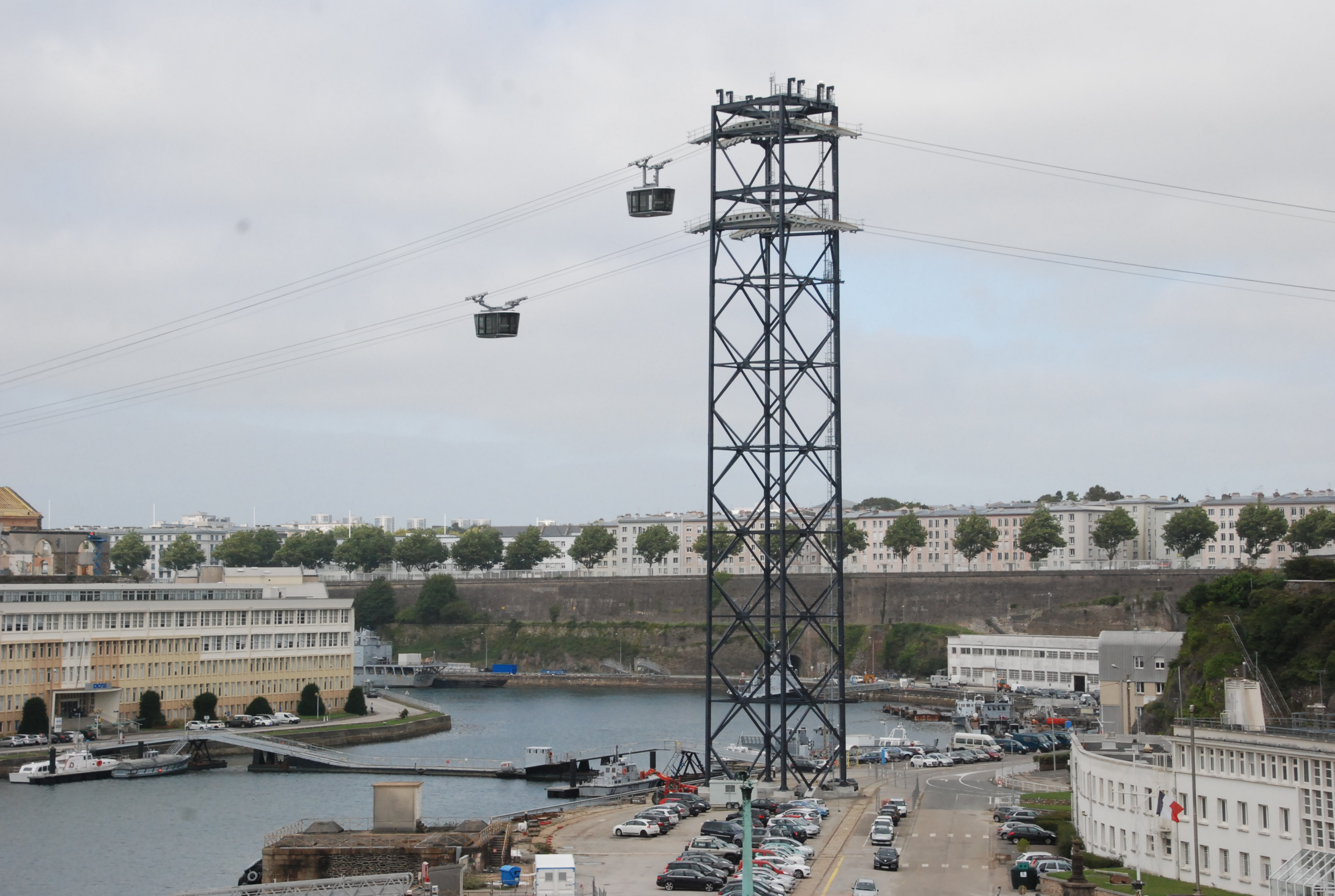
Téléphérique de Brest en France.

Un téléphérique ou téléférique est un moyen de transport par câble aérien. Le terme désigne une catégorie de transport par câble à construction dite « bicâble » : les fonctions « porter » et « tracter » emploient des câbles différents. Un téléphérique stricto sensu comporte une infrastructure de roulement fixe (un ou plusieurs câbles porteurs) sur laquelle circulent un ou plusieurs véhicules (cabines où bennes pour personnes ou matériaux, à l'image d'une installation ferroviaire), liés à un ou plusieurs câbles tracteurs.
Le téléphérique est employé pour gravir un relief pentu ou franchir une dépression géographique (vallée, voie d'eau). C'est un moyen de transport apprécié pour sa faculté à se soustraire des contraintes topographiques du terrain (liaison directe), ses coûts d'installation et de fonctionnement contenus et sa consommation mesurée.
Le téléphérique est utilisé comme transport en commun, notamment en montagne, dans les stations de sports d'hiver pour le ski alpin, mais également, pour accéder à des points isolés tels les belvédères, ou encore en milieu urbain pour la desserte d'un territoire communal au relief difficile. Il sert également comme transport pour compte propre, dans l'industrie en particulier.

## Terminologie
Dans le langage commun, le téléphérique représente une remontée mécanique équipée de cabines de grande capacité desservant un sommet généralement difficile d'accès. En France, au sens réglementaire, il désigne tous les types de téléportés, à savoir, toutes les catégories de transports par câble disposant de véhicules aériens, comme les télésièges ou encore les télécabines.

## Histoire

### L'émergence du transport par câble

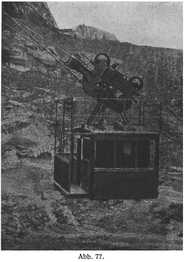
Téléphérique du Wetterhorn, ouvert en 1908 en Suisse.

Les premières traces de transport par câble remontent au Moyen Âge : la gravure japonaise Taiheiki atteste l’existence de téléportés pour personnes dès le début de XIVe siècle , et, dès 1405, Konrad Kyner fait, dans l'ouvrage Obra bellifortis, la description précise d'un téléporté pour transporter hommes, chevaux et armes par-dessus un cours d'eau. Le surnommé Léon l'Africain, supposé mort vers 1527-1555, rapporte l'existence d'un « téléphérique » au Maroc. Il s'agissait d'une énorme corbeille attachée à des câbles et actionnée par des poulies permettant à une dizaine d'habitants de franchir l'Oued Sebou à 70 mètres au-dessus de la surface du fleuve. En 1644, Adam Wybe von Halingen réalise pour la première fois un transport de matériaux suspendus à une série de pylônes pour la construction des fortifications de Gdańsk,.
Les câbles étaient, jusqu'alors, faits en fibre naturelle. Il faudra attendre l’invention du câble moderne par l’Allemand Wilhelm Albert pour assister à la vraie naissance du téléphérique. Le câble d’Albert est constitué d’une âme en chanvre faite de fils torsadés autour de laquelle six brins sont ensuite toronnés autour d'une autre base de corde de chanvre dans des directions alternées pour plus de stabilité. Ce principe est mis en place en 1834 pour l'exploitation minière de Clausthal-Zellerfeld, en Allemagne. Le câble d’Albert reste cependant toronné à la main. La machine à toronner est inventée par l'Autrichien Wurm en 1837 et développée à une échelle industrielle dès la décennie suivante par Felten & Guilleaume. Enfin fiabilisée par un câble désormais apte à franchir des reliefs démonstratifs, la technique du téléphérique se dessine dès la deuxième moitié du XIXe siècle et se développe dans la foulée avec la révolution industrielle.
En 1856, le Britannique Henry Robinson dépose un brevet de téléphérique monocâble. Il est employé dès 1868 par son compatriote Charles Hodgson puis d'autres constructeurs sur de multiples installations. En 1861, l'Allemand Freiherr von Dücker conçoit le système bicâble pour téléportés, en séparant la fonction « porter » et « tracter » au travers de deux câbles différents. On parle alors de « système allemand » pour les installations bicâbles, et de « système anglais » pour les équipements à un seul câble.
Le système bicâble inspire Adolf Bleichert & Co. qui reprend ce principe en 1872, et construit son premier téléphérique de transport de matériaux en utilisant un système bicâble. Avec d'autres pionniers comme Julius Pohlig, ce sont ainsi plusieurs milliers d'installations de ce type qui sont construites en une cinquantaine d'années, préfigurant le téléphérique de voyageurs,.

### Les téléphériques pour voyageurs
À partir des années 1890, quelques appareils aériens à câble, souvent légers et horizontaux, se destinent au transport de passagers au Klondyke Pass (Canada), à Knoxville au-dessus du Tennessee ou au Devil's Dyke à Brighton (Angleterre). En 1897, un « transbordeur aérien à câble » est installé comme attraction de l'exposition d'art et d'industrie de Stockholm. D'autres suivront dans différentes expositions temporaires, comme à Vienne, Milan ou encore Gênes. En octobre 1907, est inauguré en Espagne le « transbordeur funiculaire » de Saint-Sébastien, imaginé par Leonardo Torres Quevedo. Il offre à ses passagers un voyage de 280 mètres entre le mont Ulia et le Penne del'Aquilla via une nacelle suspendue à 6 câbles porteurs. Tous ces appareils, au profil de ligne plutôt plat, restent des téléphériques de franchissement et n'escaladent aucun relief démonstratif.
En juin 1908, l'Autrichien Josef Stafer ouvre pour la première fois au public son « transporteur aérien » du Colle à Bolzano. Directement adapté d'un appareil de transport de fret, il s'agit du premier téléphérique de voyageurs avec supports de ligne intermédiaires. L'installation est cependant artisanale et ne dispose d'aucun système de frein de sécurité et doit fermer ses portes en 1910 pour être totalement reconstruite par Adolf Bleichert & Co. en 1913. Ce sera le premier téléphérique à suspente haute et cabine plate.
Parallèlement, Wilhelm Feldmann imagine un « ascenseur de montagne » sur le Wetterhorn, dans les Alpes en Suisse. La construction, réalisée par la société Von Roll, est inaugurée le 24 juillet 1908. Le premier véritable téléphérique de montagne destiné au transport de voyageurs est né. Il est cependant un échec économique dû en partie au début de la Première Guerre mondiale,.
Alors qu'à Chamonix, on entame en 1909 l'interminable chantier de la construction du « funiculaire aérien » de l'aiguille du Midi, on inaugure dès 1912 sur le Morro da Urca à Rio de Janeiro (Brésil), le premier tronçon des téléphériques du Pain de Sucre, premier téléphérique lourd pour passagers du continent américain, construit par Julius Pohlig AG.
Ce n'est qu'à l'issue du conflit que la construction de téléphériques de transport de voyageurs prend un réel essor de par le monde. La technique évolue grâce à l’ingénieur Luis Zuegg, qui inaugure en 1923, après trois ans de tests, son téléphérique de Avelengo, au-dessus de Merano. L'appareil dispose de voies larges et assure de longues portées en s'appuyant sur un nombre réduit de pylônes, ce, grâce à une tension des câbles élevée, de l'ordre de 1 tiers de la charge de rupture. Plus tendus, les brins sont moins sensibles à l’usure due aux passages répétés des cabines au niveau des pylônes. Bleichert s'associe à l'ingénieur pour mettre en pratique cette nouvelle approche sur ses appareils. Par l'emploi de ces techniques novatrices et d'une certaine standardisation, le constructeur fait entrer le téléphérique dans l'ère de la modernité. Il réalise d'ailleurs, durant la période d’entre-deux-guerres, plus de téléportés à lui seul que l'ensemble des autres constructeurs.
Le téléphérique de fret n'est pas abandonné pour autant : de 1935 à 1941, il constitue le moyen principal de ravitaillement d'Asmara, capitale de la colonie italienne de l'Érythrée. Le téléphérique de Massaoua à Asmara, construit par l'entreprise Ceretti e Tanfani, constituait, avec ses 75 km de longueur, la plus longue ligne du monde.

### Origine du mot
Les premiers téléphériques étaient nommés « chemins de fer sur câble ». Le préfixe télé- signifiant « au loin, à distance », et le latin fero, « porter », l'appellation de « téléférique », plus simple, fut ensuite adoptée. Le principal ancêtre grec du radical « fer- », est le mot φορά / phorá, « action de porter, transport », ce qui explique la transformation du « f » en « ph ». Lors de la mise en service du téléphérique de la Bastille, à Grenoble, en 1934, on orthographia « TELEFERIQUE » sur la gare inférieure, aujourd'hui démolie et remplacée par celle du téléphérique actuel surnommé « les Bulles »

### Appellations étrangères
En Angleterre ou aux États-Unis, on le nomme « cable car » (voiture sur câble), et le télécabine, curieusement, « gondola » (tout comme en Allemagne).
En Allemagne, il est nommé « drahtseilbahn » (train sur câble métallique).

## Technique

### Disposition des câbles

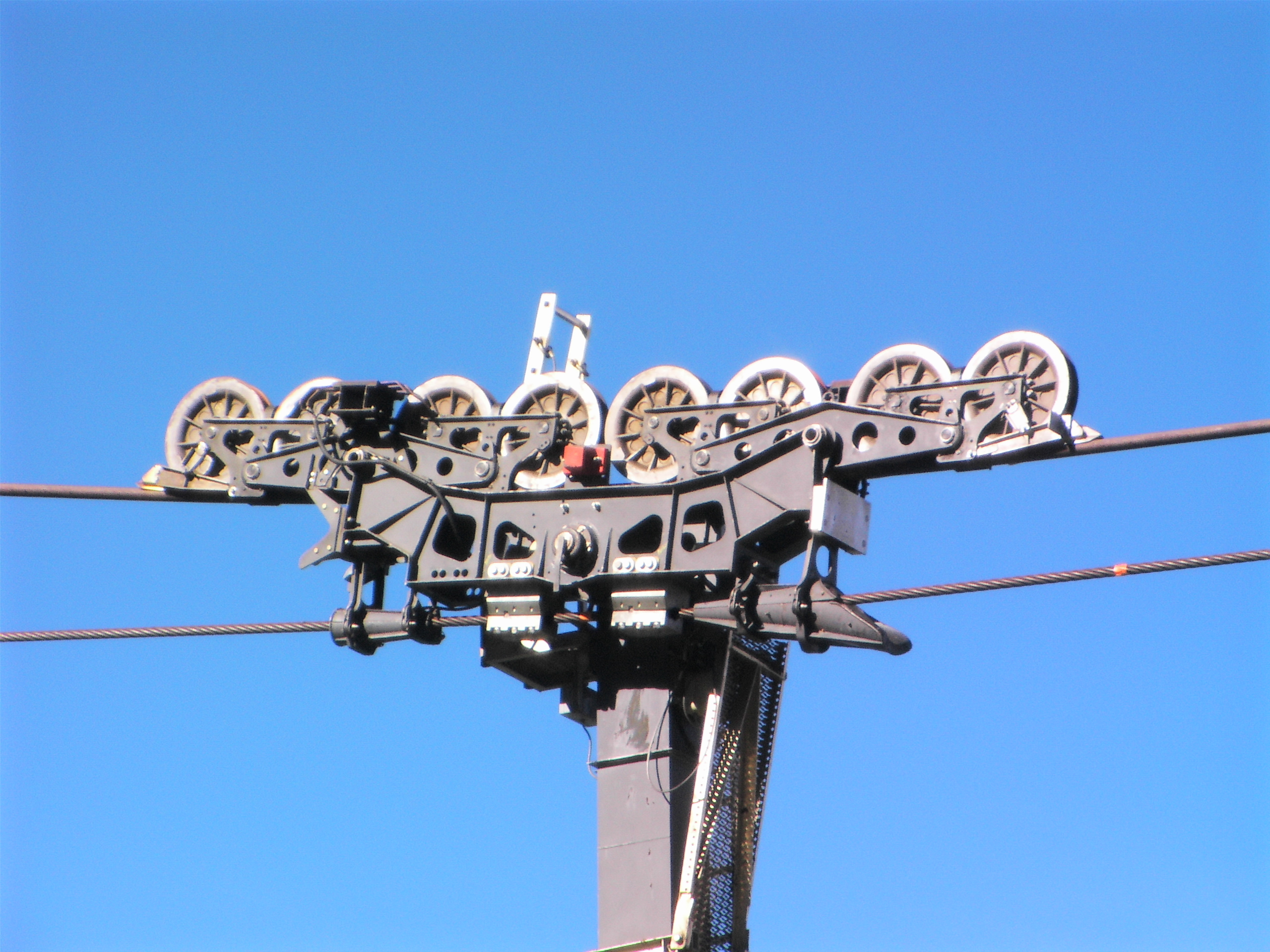
Chariot de téléphérique, avec le câble porteur (sur lequel reposent les galets) et le câble tracteur.

La ligne d'un téléphérique est constituée de :
- un, ou plusieurs câbles dit « porteurs » qui supportent le poids d'un véhicule par l’intermédiaire d’un chariot équipé de galets ;
- un, ou plusieurs câbles dit « tracteurs », fixés à ce chariot, qui sont mus par un moteur situé dans une des gares et permettent le déplacement du véhicule.

Le véhicule, suspendu au chariot, est généralement une cabine fermée (transport de voyageurs) mais peut également être une simple benne ouverte (transport de matériaux).
Les câbles d'un téléphérique sont tendus entre les deux gares et peuvent être soutenus en ligne par des pylônes, généralement en treillis métalliques. Il arrive également que la portée soit réalisée sans appuis intermédiaires - les seuls points d'appuis sont les deux extrémités du câble.
Il existe plusieurs dispositions de câbles. La plus courante est désormais celle qui emploie deux câbles porteurs en parallèle et un câble tracteur central ; les câbles porteurs peuvent ainsi assurer une charge plus importante. Des cavaliers solidaires des câbles porteurs et munis d'un galet supportent le câble tracteur dont la section peut être réduite, puisqu'il n'a plus à supporter les effets de son propre poids sur de grandes travées. Ces téléphériques sont également plus stables au vent.

### Principe du calcul des câbles porteurs

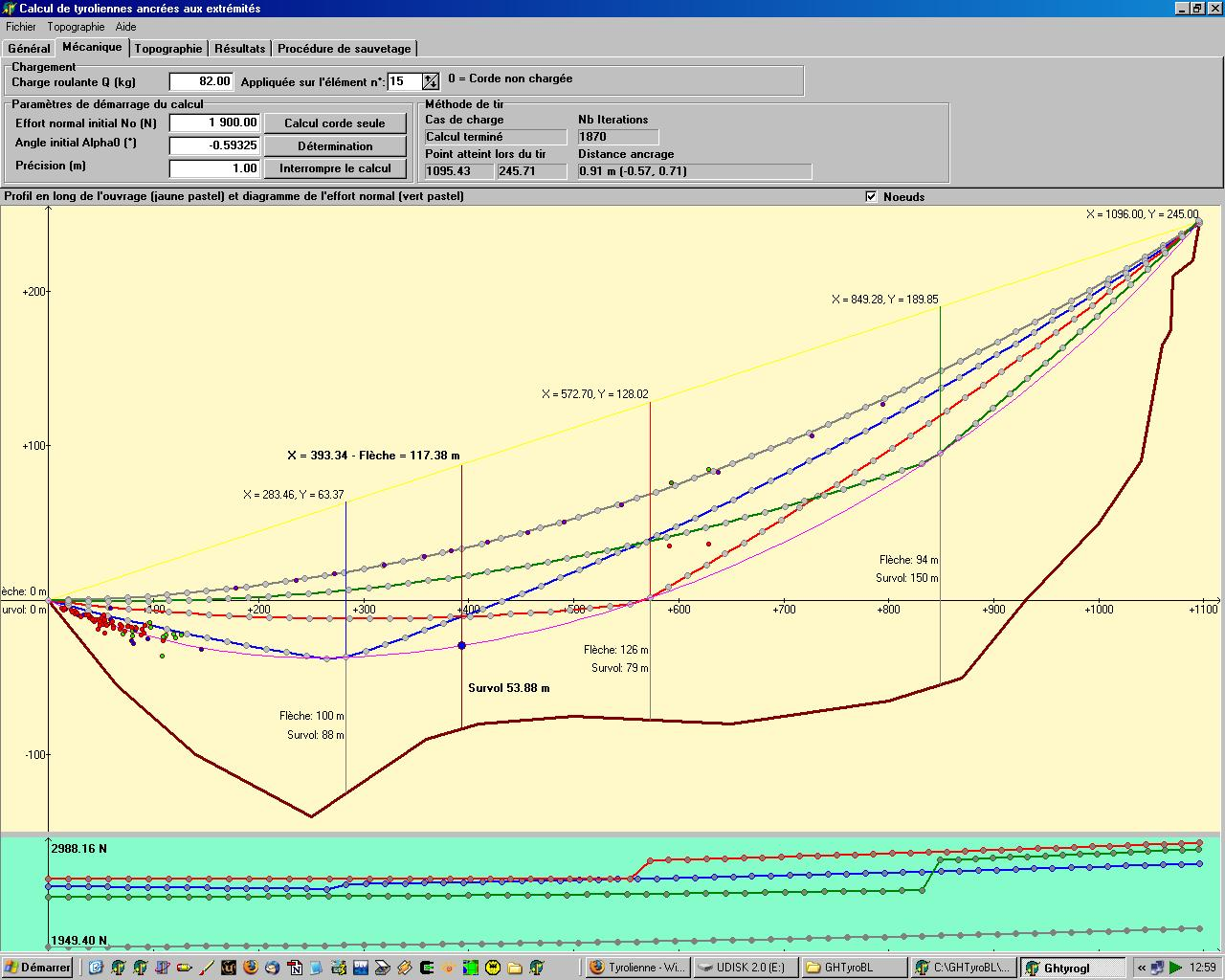
Logiciel GHTyro 2.00 : Calcul d'une ligne à une travée; câble ancré passivement aux extrémités. Profil en long, trajectoire, géométrie et efforts pour une charge roulante à L/4, L/2 et 3L/4

Dans le cas d'une tyrolienne, il existe deux familles de méthodes de calcul pour calculer le câble porteur. Pour les câbles tendus par contrepoids, on réalise un calcul au premier ordre par la méthode des triangles d'équilibre, la tension initiale étant donnée. Pour les câbles ancrés passivement, un calcul au second ordre est indispensable par méthodes numériques, éléments finis...
Un câble est une poutre qui ne reprend aucun moment fléchissant. Il vient donc que le diagramme des moments fléchissants dans la poutre équivalente de même portée et chargée identiquement est affine de la forme du câble (approximation valable si le rapport flèche / portée est inférieur à 25 %).
Pour un câble fortement tendu entre deux appuis horizontaux, on obtient la relation suivante (calcul simplifié) :
{\displaystyle H={\frac {w\cdot L^{2}}{8\cdot f}}}
où H est l'effort de tension, w est le poids linéique, L est la portée, et f est la flèche.
Plus généralement, « la composante horizontale de la tension dans un câble est égale au moment fléchissant au point considéré, divisé par la distance verticale du câble à la ligne d'appuis ».
Dans le cas d'un téléphérique, les calculs sont différents, le principe de calculs est de déterminer la trajectoire du câble en résolvant l'équilibre statique du véhicule soumis à son propre poids et aux tensions des différents câbles (porteurs et tracteurs). La trajectoire d’un câble est calculée par les équations de la chaînette. Pour chaque abscisse de la ligne, une ordonnée est obtenue par résolution des équations. Dans le cas de câbles porteurs ancrés, le logiciel doit rechercher pour chaque position Y la tension qui permet de retrouver la bonne longueur de câble porteur (les calculs sont à mener pour les valeurs extrêmes des températures fixées par la réglementation).

### Les gares
Un téléphérique dispose habituellement de deux gares (ou stations) terminales où sont ancrés les câbles porteurs. Elles sont équipées de poulies qui font effectuer au câble tracteur une demi-boucle pour le renvoyer en ligne sur l'autre voie.
Une des gares est la station motrice : une poulie dite motrice y entraîne le câble par le biais d'un moteur électrique solidaire d'un réducteur. La cinématique est complétée par des freins de service (dits freins 1) qui agissent généralement sur un volant d'inertie situé sur l'arbre rapide en sortie de moteur, et de freins d'urgence (dits freins 2) généralement situés en périphérique de la poulie motrice.
On trouve également une marche de secours, généralement assurée par un moteur thermique permettant le rapatriement des cabines à faible vitesse en cas de défaillance du système électrique ou de coupure de courant.
On réalise également, dans une des gares, la tension des câbles, généralement via des contrepoids. Pour certains appareils récents la tension du câble tracteur est réalisée via un vérin hydraulique solidaire d'un lorry sur lequel se situe la poulie de renvoi. Le vérin est piloté dynamiquement par une centrale hydraulique qui contrôle en permanence la pression. Sur certains appareils, la tension des câbles porteurs n'est pas dynamique. Les câbles sont alors simplement ancrés dans les stations terminales et dimensionnés pour supporter entièrement la variation de la tension due à la circulation des cabines.
Dans la version débrayable, les gares d'un téléphérique sont complétées d'un lanceur et d'un ralentisseur où s’opèrent les phases d'embrayage et débrayage. Ceux-ci sont généralement composés d'une rangée de pneus (appelée poutre) qui ralentit ou accélère le siège au niveau d'un patin de contact situé sur le chariot du véhicule, à proximité de la pince. Au niveau de ces poutres, se trouve une came qui, au passage du véhicule, vient appuyer sur le levier de la pince, et ouvrir le mors pour le libérer du câble tracteur où l'y accoupler. Sur toute sa circulation en gare, le siège est suspendu à un rail sur lequel il roule via des galets présents au niveau de son chariot. Dans le contour de la station, le véhicule reste généralement entraîné par des pneus, mais on trouve encore des convoyeurs à chaînes sur des appareils plus anciens.
Les pneus du lanceur, ralentisseur et contour sont reliés entre eux par des courroies ou roues dentées et mis en mouvement via un galet mu par le câble de la ligne.

## Typologies

### Le téléphérique double voie à va-et-vient

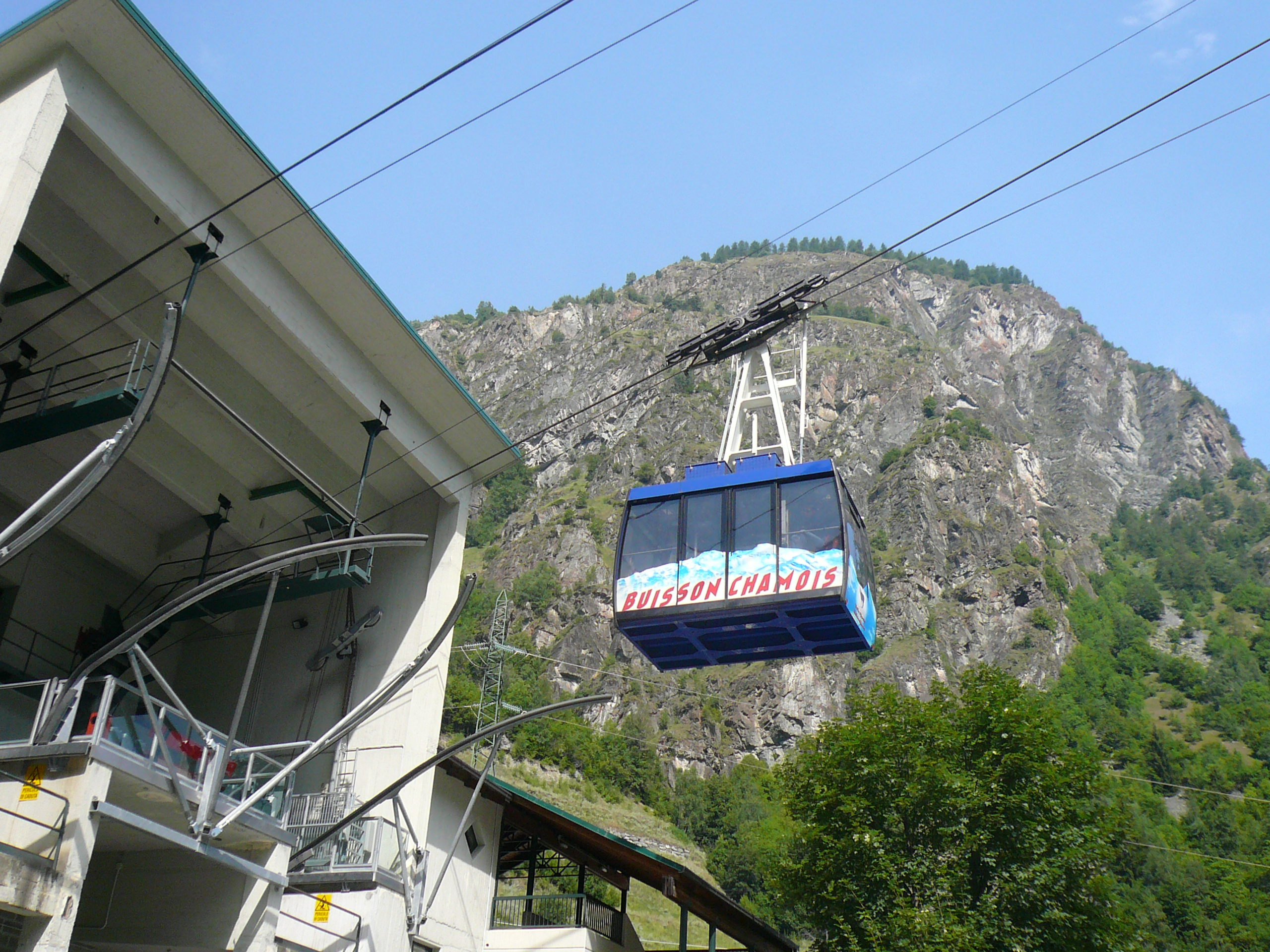
Téléphérique double voie à va-et-vient Buisson-Chamois (Italie).

Le téléphérique double voie à va-et-vient est la typologie de loin la plus répandue et la plus connue.
Deux véhicules sont disposés chacun sur une voie séparée disposant de son (ses) propre(s) câble porteur.
Chaque véhicule est « attaché » à un côté de la boucle formée par le(s) câble(s) tracteur(s), ainsi les cabines circulent en direction opposée l'une de l'autre de façon alternée en va-et-vient : un véhicule part de A pour rejoindre B tandis que l’autre part de B pour rejoindre A.
Un téléphérique à deux cabines consomme moins d'énergie que s'il y a une seule cabine : le poids d'une des cabines est utilisé pour tirer sur le câble tracteur et déplacer l'autre cabine.

### Le téléphérique monovoie à va-et-vient
Le téléphérique dispose d’un seul véhicule qui effectue des allers-retours d’un point A à un point B. On retrouve généralement cette typologie sur des petites installations ou lorsque la place manque pour installer deux voies séparées mais également de très grosses installations où, dans ce cas, deux téléphériques monovoie sont installés parallèlement, ce, pour optimiser le débit (non-nécessité de synchroniser les départs). Un exemple de gros téléphérique monovoie est le Vanoise Express ou le Roosevelt Island Tramway. On parle alors de téléphérique double-monovoie ou de téléphérique à va-ou-vient.
Une catégorie de téléphérique monovoie particulière est le funifor. Ces appareils disposent de deux brins porteurs et tracteurs d'un espacement supérieur à la largeur de la cabine, assurant une parfaite tenue au vent. Les brins tracteurs ne sont en fait constitués que par un unique câble qui parcourt la voie par plusieurs fois : les renvois sont effectués verticalement dans les gares, mais également horizontalement directement sur le chariot de la cabine via deux poulies à double gorge.

### Le téléphérique pulsé

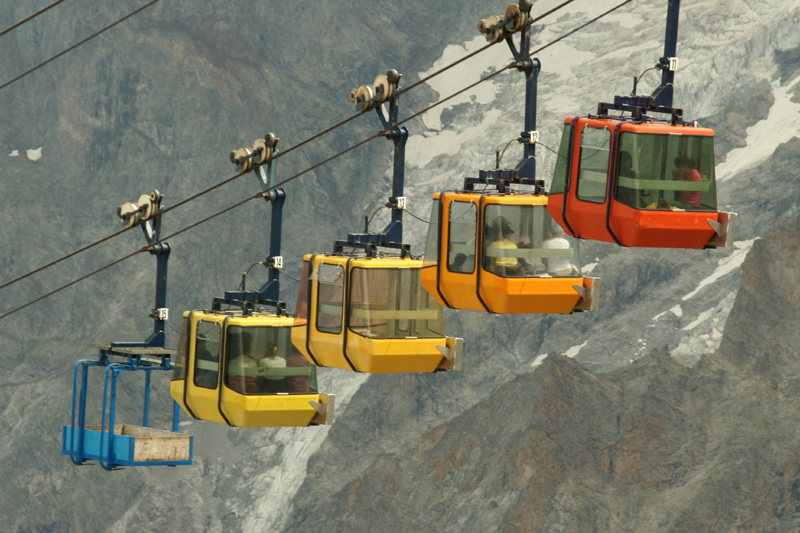
Téléphérique pulsé des Glaciers de la Meije en France.

Un téléphérique pulsé est un téléporté bicâble où les véhicules sont regroupés par « trains » de plusieurs cabines répartis à intervalles réguliers sur la ligne.
Lorsqu’un train de véhicules entre en gare, le câble tracteur est ralenti ou arrêté pour permettre l’embarquement et le débarquement, ralentissant ainsi l’ensemble des autres trains de véhicules présents sur la ligne. Le train présent en gare amorce ensuite un demi-tour et est renvoyé sur l’autre brin porteur. L’installation reprend alors progressivement sa vitesse de croisière jusqu’à l’arrivée en gare du train suivant.
Ces installations disposent généralement de cabines de plus petite capacité qui s’apparentent à celles équipant les télécabines, entraînant souvent une confusion de typologie.
Exemples de téléphériques pulsés : la télécabine Panoramic Mont-Blanc, reliant l’aiguille du Midi à la pointe Helbronner à Chamonix, ou les téléphériques des Glaciers de la Meije à la Grave. Le Téléphérique de la bastille à Grenoble est aussi un téléphérique pulsé, mais comme il ne fonctionne qu'avec deux trains, son fonctionnement se rapproche de celui d'un va-et-vient, mais fonctionne en boucle.

### Le téléphérique débrayable

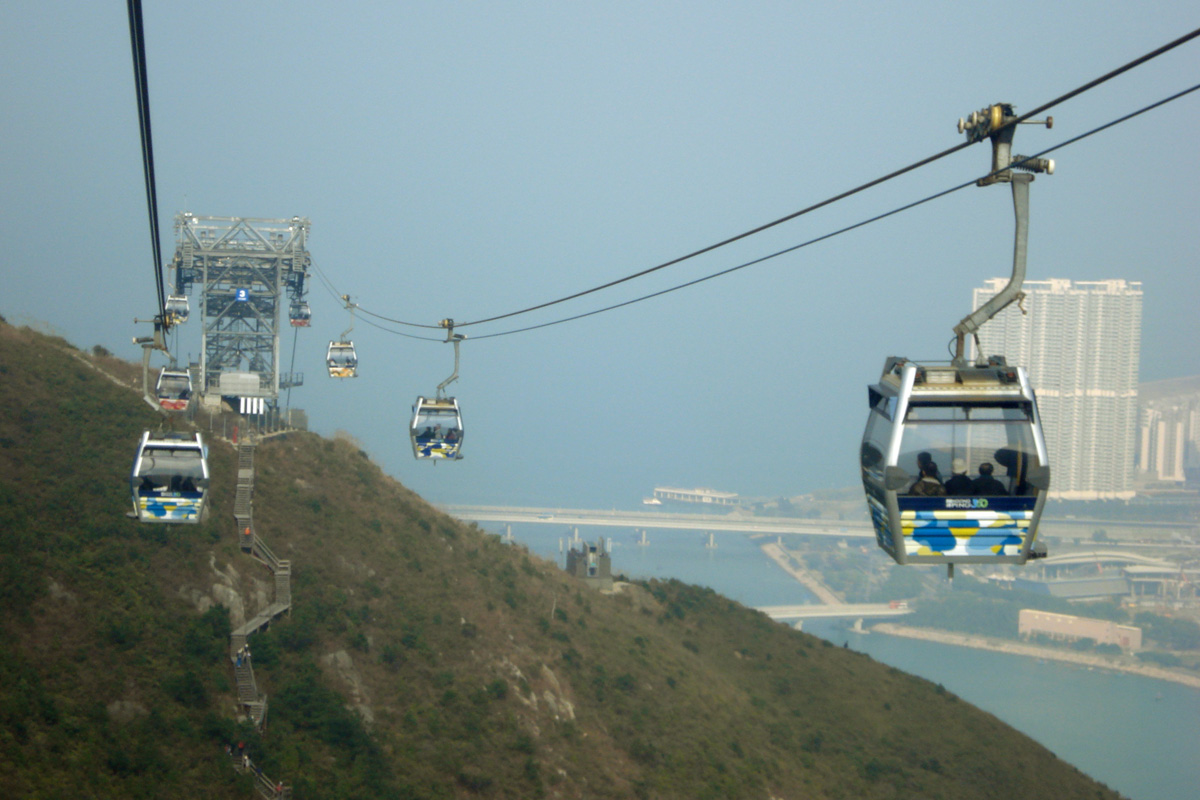
Téléphérique débrayable 2S Ngong Ping 360.

Dans cette typologie de téléporté bicâble, le câble tracteur circule en mouvement continu. Le chariot est équipé d'une attache débrayable (pince) qui permet de le désolidariser dans les gares pour une circulation à faible vitesse, tandis que les véhicules en ligne ne sont pas ralentis. C’est une évolution bicâble d’une classique télécabine débrayable (monocâble) permettant de plus grandes portées, des vitesses de ligne accrues, des débits augmentés, une meilleure tenue au vent et surtout une économie importante en énergie, puisque le moteur de traction n'a pas à supporter le poids des véhicules.
Inventé dans les années 1920, puis tombé en désuétude, le téléphérique débrayable redevient au goût du jour au travers d’installations modernes et techniquement avancées appelées téléphériques 2S (1 câble porteur et 1 câble tracteur) (exemple : le 2S Ngong Ping 360 à Hong Kong) ou téléphériques 3S (2 câbles porteurs et 1 câble tracteur) (exemple : le 3S l’Olympique à Val-d'Isère).

### Le téléphérique double monocâble

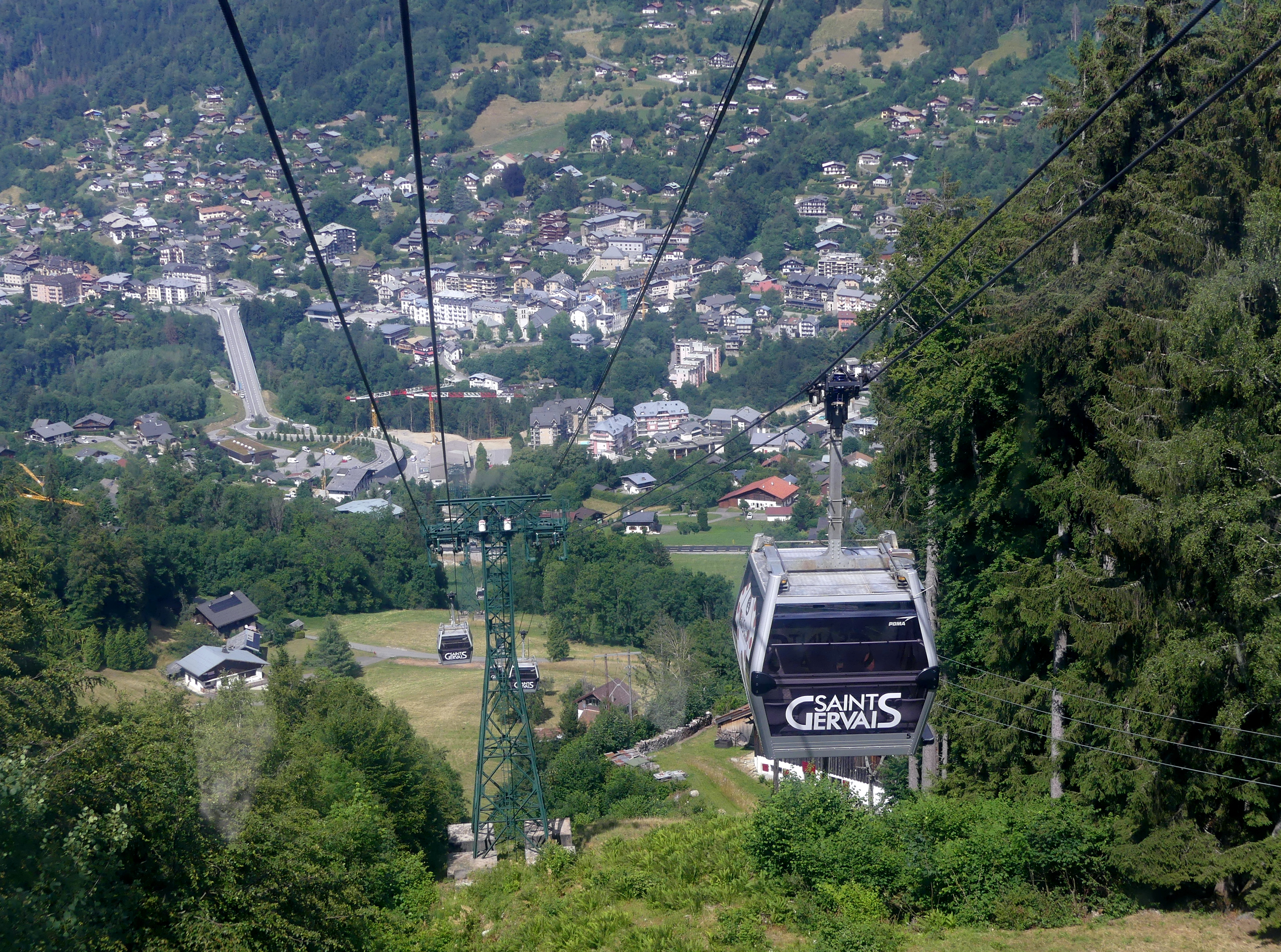
Le DMC Saint-Gervais-Le Bettex à Saint-Gervais-les-Bains.

Le téléphérique double monocâble ou DMC compote deux câbles porteurs-tracteurs côte à côte séparés de 80 centimètres,. Il est conçu par l'ingénieur français Denis Creissels en 1984.
Son intérêt est de pouvoir transporter des charges plus importantes et d'offrir plus de stabilité, notamment face au vent.

## Domaines d'application

### Transport en commun

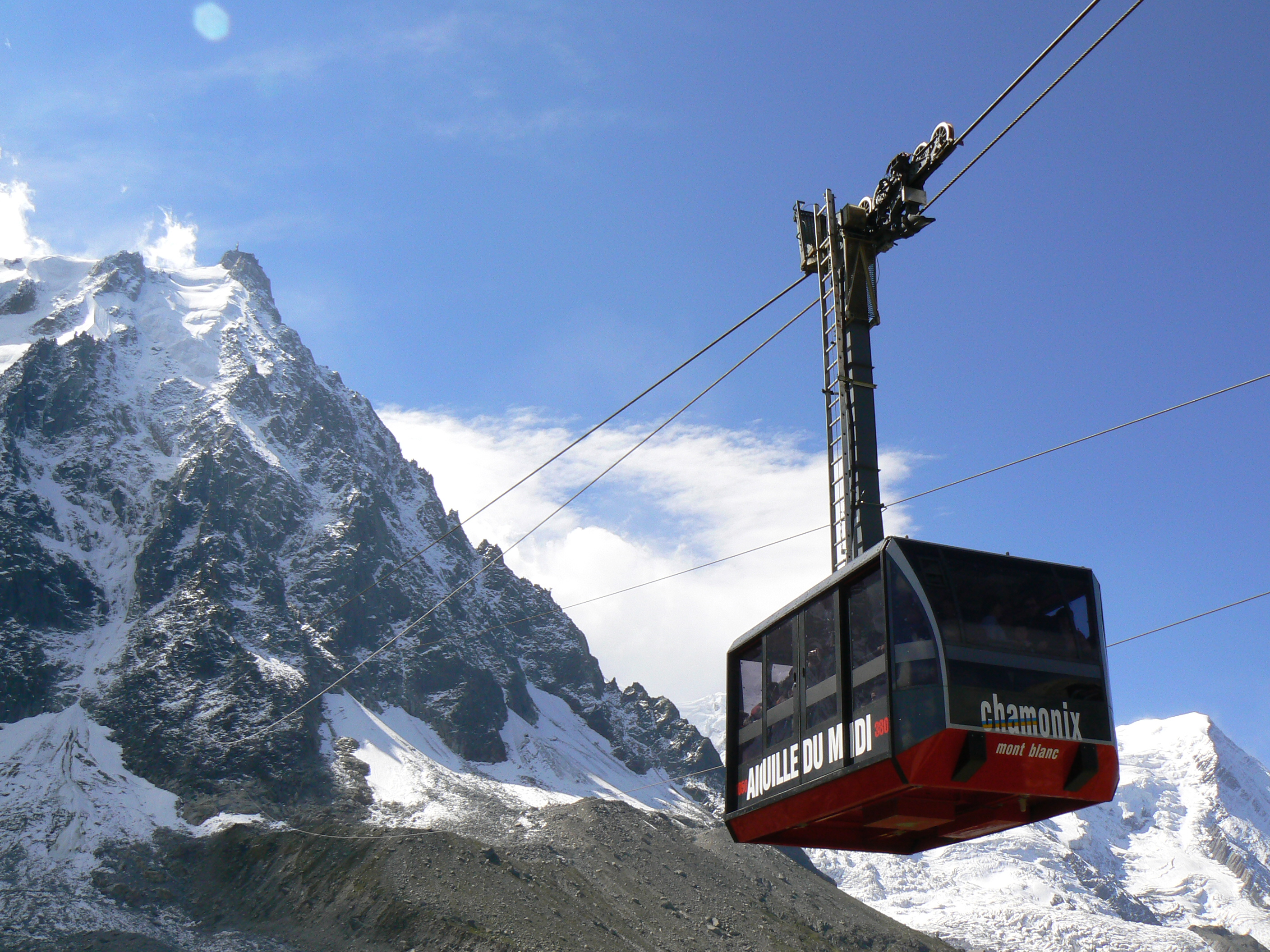
Téléphérique de l'Aiguille du Midi à Chamonix (France).

Beaucoup de téléphériques sont exploités comme transport en commun, en particulier en montagne, dans les stations de ski pour la pratique du ski alpin. Ils font alors généralement partie intégrante d'un domaine skiable, composé de plusieurs remontées desservant différentes pistes de ski reliées. La recherche du débit a poussé les concepteurs à imaginer des appareils de plus en plus gros. Par exemple, en France, les cabines de 200 places du Vanoise Express relient la station des Arcs et de La Plagne pour former le domaine skiable Paradiski.
Les téléphériques sont également utilisées pour accéder à des points isolés tels les belvédères. Certains de ces appareils, de par le caractère démonstratif de leur ligne et les panoramas auxquels ils donnent accès, ont acquis une réputation d'envergure mondiale. C'est le cas du téléphérique de l'Aiguille du Midi à Chamonix (France) avec sa portée de 2 870 mètres pour 1 470 mètres de dénivelée sans pylône qui conduit à près de 3 800 mètres d'altitude, ou encore du téléphérique de Mérida (Venezuela), avec une gare d'arrivée au sommet du Pico Espejo à 4 765 mètres d'altitude, la plus haute du monde.

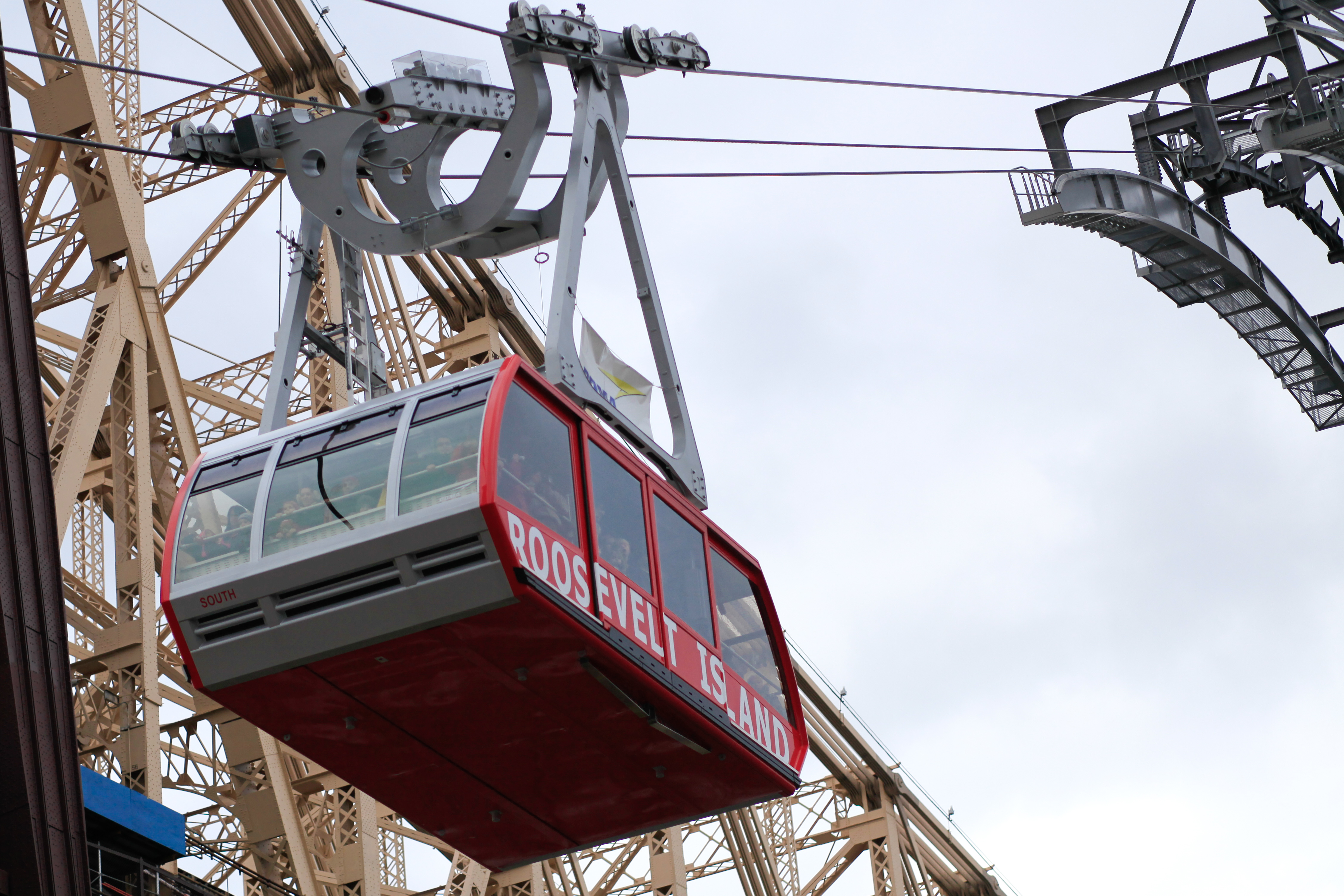
Roosevelt Island Tramway à New York (États-Unis).

On trouve aussi des téléphériques évoluant en milieu urbain, pour la desserte d'un territoire communal isolé. À New York, par exemple, le double téléphérique monovoie Roosevelt Island Tramway relie Manhattan à Roosevelt Island, surplombant l'East River. Si l'appareil de New York fait partie prenante du réseau de transport de l'agglomération, beaucoup de villes disposent également de téléphérique d'agrément dont la vocation est de desservir de façon ludique un point touristique. À Barcelone, un téléphérique survole le vieux port en reliant la colline de Montjuïc aux plages de Barceloneta. Le Téléphérique de Madrid permet d'atteindre le centre d'un parc isolé. À Grenoble des cabines en forme de bulles desservent le site de la Bastille. À Toulon le téléphérique du mont Faron dessert le quartier de Siblas (Toulon Nord) jusqu'au sommet du Mont Faron. À Huy (Belgique), le téléphérique des Vallées survole la ville et son fort. À Brest un téléphérique permet de relier les deux rives de la rivière Penfeld.
Avec dix lignes de téléphériques, La Paz est la ville comptant la plus forte concentration urbaine de ce type de transport, suivie par Alger et Medellín, qui exploitent six lignes chacune.
L'exploitation commerciale d'un téléphérique comme transport en commun est assurée soit en régie directe par une administration publique, soit en régie par une personne publique sous forme d'un service public industriel et commercial, soit par une entreprise ayant passé à cet effet une convention à durée déterminée avec l'autorité compétente. L'utilisation de l'appareil est généralement assujettie à l'achat d'un titre de transport qui se base fréquemment sur le principe du forfait (aller-retour, journée, semaine, etc.).

### Transport privé

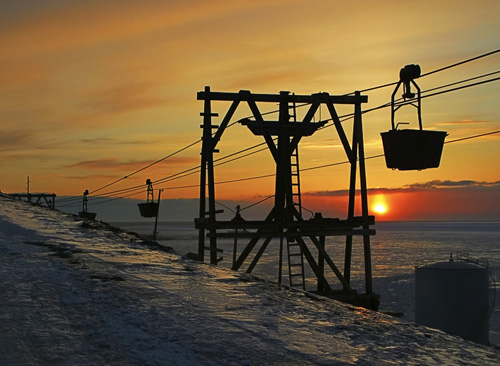
Téléphérique industriel au Svalbard (Norvège).

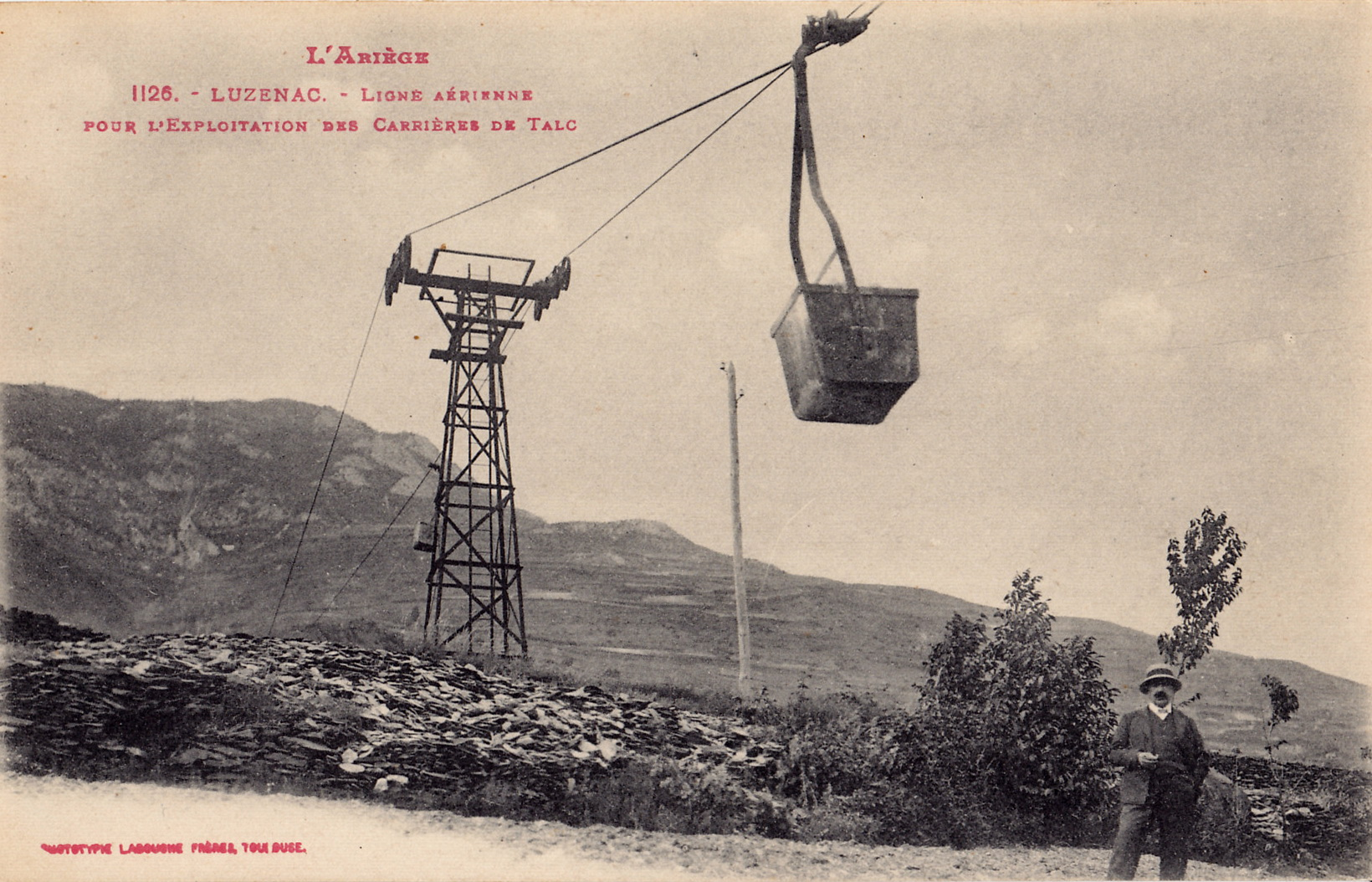
Téléphérique pour le transport des matériaux de la carrière de talc de Trimouns, au début du XXe siècle.

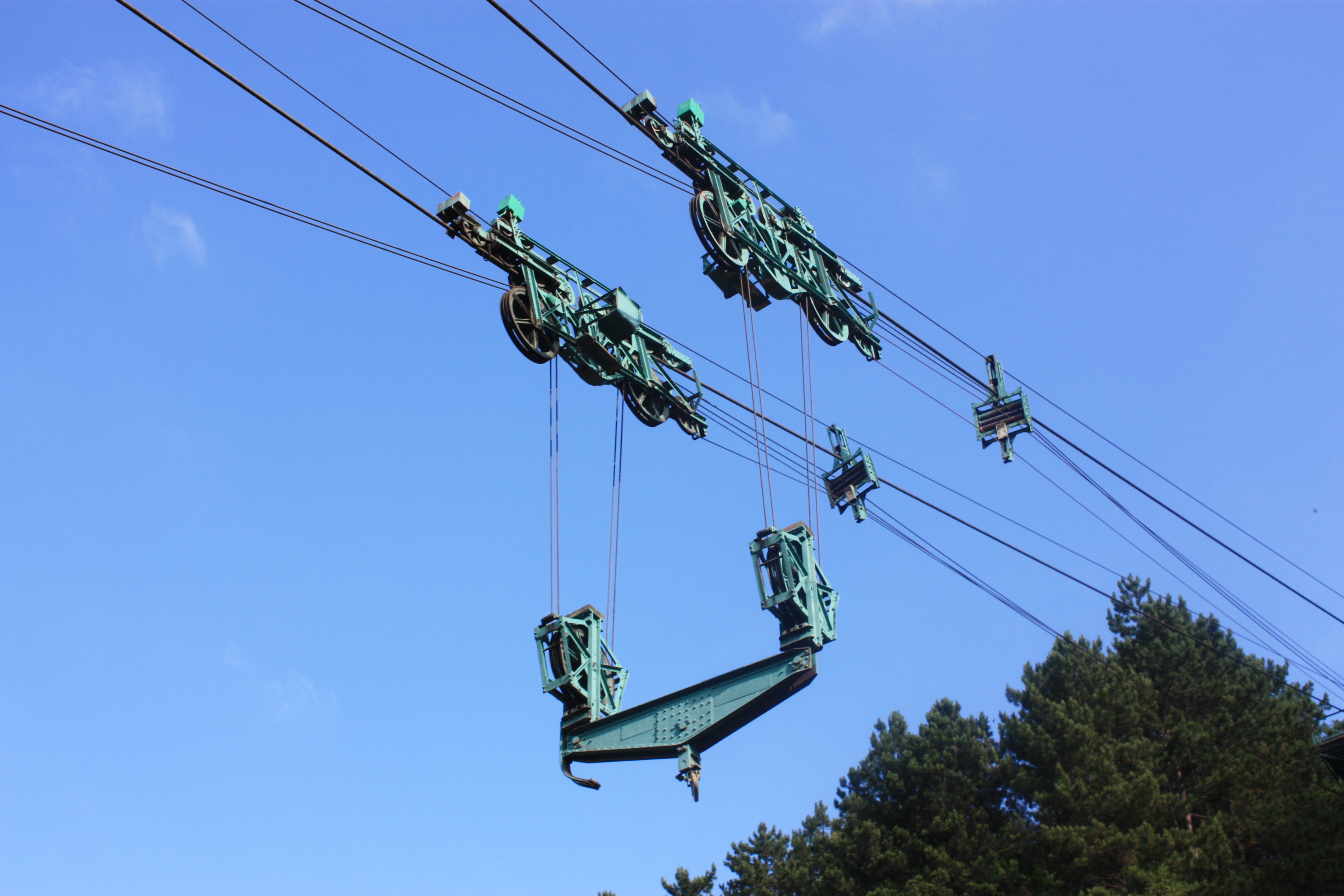
Téléphérique blondin au barrage EDF du Sautet (France).

Les téléphériques sont également exploitées comme transport privé ou transport pour compte propre.
Des appareils de conception parfois relativement artisanale, sont utilisés pour la desserte de propriétés privées isolées. Ce sont généralement des téléphériques aux véhicules constitués de simples plateaux sommairement aménagés pour le transport d'une ou deux personnes, de biens et, parfois même, de bétail. On trouve notamment ce genre d'installation en Suisse, pour relier les fermes d'alpage à la vallée.
Les remontées mécaniques sont également utilisées dans l'industrie :
- pour transporter le personnel vers un site de production hydraulique d'énergie isolé en montagne (via un téléphérique) comme en Italie, où le fournisseur d'électricité Enel exploite à cet effet plusieurs dizaines d'appareils[32] ;
- pour convoyer des matières premières extraites d'une mine ou d'une carrière, par exemple au Svalbard en Norvège où les bennes-conteneurs d'un téléphérique débrayable assurent le transport de minerais ou le TP Max appartenant à la société Solvay, d'une longueur de (18 kilomètres) et qui a acheminé, de 1927 à 1984, le calcaire extrait des carrières de Maxéville vers l'usine de Dombasle-sur-Meurthe ;
- pour acheminer des matériaux destinés à une construction en site isolé, généralement par le biais d'un téléphérique dont le chariot est équipé d'un palan ; on parle alors de blondin. Un des exemples les plus démonstratifs est le téléphérique Tierfehd – Chalchtrittli installé à Linthal (Suisse) en 2010, capable de transporter des charges de 40 tonnes[5]. En France, on peut également citer l'exemple du blondin EDF de Pragnères ayant servi de 2007 à 2008 à un important chantier de rénovation de la conduite forcée[33].

Les téléphériques sont également utilisées comme transport militaire pour monter matériel et provisions et évacuer les blessés. Ils offrent l'avantage de pouvoir fonctionner également lors d'une météo perturbée (par exemple en cas brouillard). Un des exemples les plus illustratifs reste la construction de plusieurs milliers de téléportés militaires durant la Première Guerre mondiale, particulièrement dans les Dolomites et le Trentin-Haut-Adige, où les armées italienne et autrichienne se sont fait face pour la conquête de ces territoires.

## Constructeurs

### Regroupement et rationalisation
Aujourd'hui l'entretien et le renouvellement du parc d'appareils existant constituent l'essentiel du marché. La baisse de la demande a entraîné la disparition de nombreux constructeurs et conduit les entreprises à se regrouper.
Pour optimiser leurs coûts, les principaux constructeurs se répartissent désormais au sein de deux grands groupes. On trouve d'un côté l'Autrichien Doppelmayr et le Suisse Garaventa, réunis au sein du holding Doppelmayr Holding AG, et de l'autre, l'Italien Leitner et le Français Poma détenus par l'industriel Michael Seeber, par l'intermédiaire du holding HTI BV,. Avec un chiffre d'affaires 2009 de l'ordre de 600 millions d'euros chacun,, les deux groupes sont d'importance équivalente.
Les autres constructeurs historiques comme Adolf Bleichert & Co., Applevage, Heckel, Von Roll ou Waagner-Biró ont disparu où été absorbés par ces grands groupes. L'italien Agudio a pour sa part intégré le groupe HTI et participe activement à la réalisation des téléphériques Poma ou Leitner. Il demeure quelques constructeurs indépendants comme Ceretti Tanfani, mais leur part de marché est désormais résiduelle.

### Carrossiers
La conception des cabines d'un téléphérique est généralement confiée à des entreprises spécialisées. Les trois groupes principaux disposent désormais chacun de leur carrossier : il s'agit du Suisse CWA Constructions pour Doppelmayr - Garaventa, du Français Sigma pour Poma et Leitner et du Suisse Gangloff pour BMF-Bartholet
Il subsiste également des carrossiers indépendants comme l'Autrichien Carvatech. Leur production se concentre essentiellement sur des réalisations moins standardisées ou des remplacements de véhicules sur des lignes existantes.

## Records mondiaux

### Records contemporains

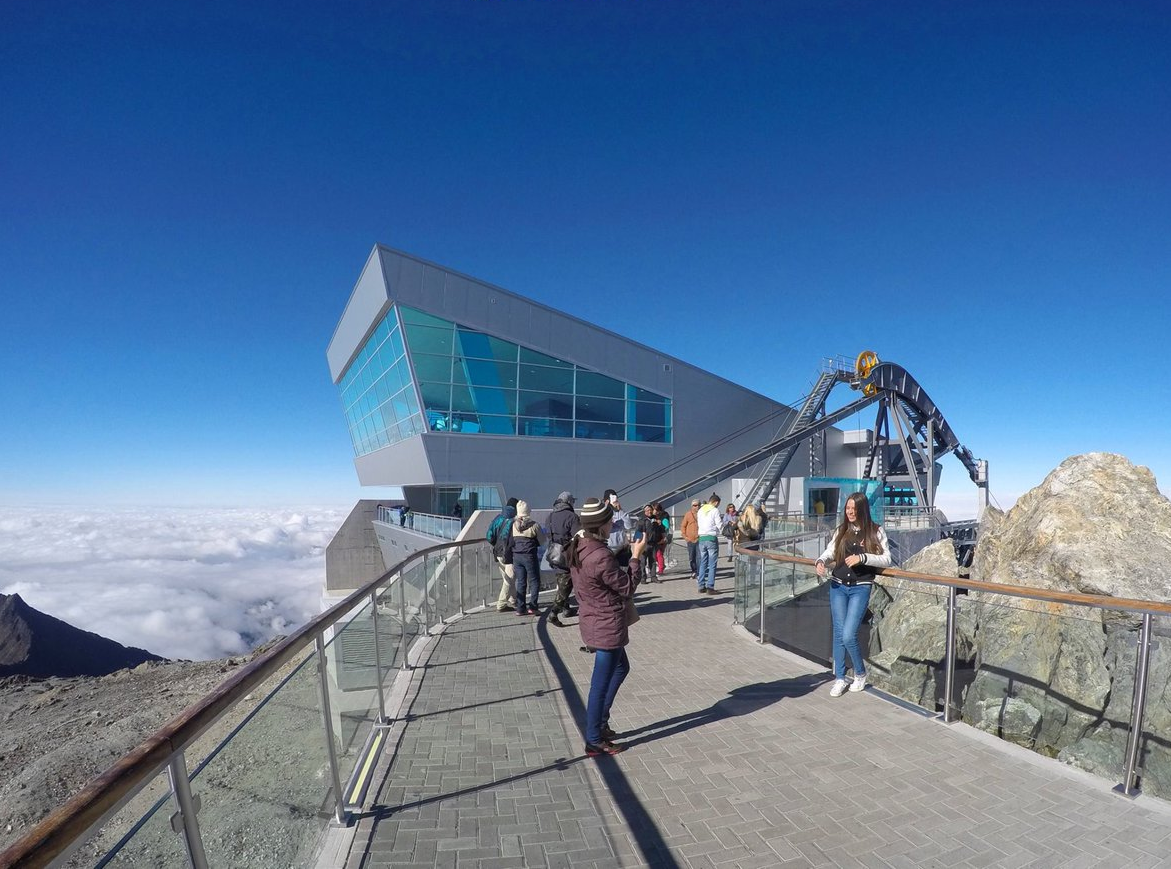
Station amont du téléphérique de Mérida, à 4765 mètres d'altitude.

- Le téléphérique de voyageurs le plus élevé du monde : le téléphérique de Mérida au Venezuela, avec la gare amont du Pico Espejo située à 4 765 m d'altitude[44].
- Le téléphérique de voyageurs le plus élevé d'Europe : le téléphérique du Petit Cervin en Suisse atteint les 3 883 m d'altitude[45].
- Le téléphérique de voyageurs disposant du plus fort dénivelé : le téléphérique Eibsee-Zugspitze à Garmisch-Partenkirchen en Allemagne, qui gravit 1 974 m entre Ebsee (998 m) et le sommet de la Zugspitze (2 962 m)[46].
- Le plus long téléphérique de voyageurs : le téléphérique débrayable Världens Längsta, à Norsjö en Suède, avec une ligne qui s'étend sur 13,2 km, adaptée d'un tronçon de l'ancienne ligne industrielle (hors service) Linbanan Boliden - Kristineberg de 96 km.
- Le plus long téléphérique de voyageurs à va-et-vient : le téléphérique de Tatev, en Arménie, qui possède une ligne de 5 750 mètres de longueur et donne accès au monastère de Tatev, dans la région de Syunik[47].
- La vitesse des téléphériques peut atteindre 12,5 m/s, soit 45 km/h, celle au passage des pylônes 11 m/s (la grande majorité des téléphériques ralentissant au passage des pylônes).
- Le téléphérique de l'Aiguille du Midi partant de Chamonix effectue en descente du premier tronçon l'un des plus rapides changements de pente sur un pylône occasionnant un airtime en position debout, et sur le deuxième tronçon par une unique portée sans pylône intermédiaire, aborde à son sommet une pente de 110 % soit 47°, pouvant atteindre la vitesse verticale de 30 km/h, dans une cabine de 66 passagers. L'acheminement du câble porteur de 60 tonnes se fit en 1955 entièrement à dos d'hommes.
- Les plus grandes cabines au monde sont celles du téléphérique de la baie de Ha Long (Viêt Nam) et peuvent transporter 230 passagers répartis sur deux niveaux[48].
- La plus longue portée libre au monde est située sur le Peak to Peak, à Whistler Blackcomb au Canada, avec 3 024 m entre deux pylônes. Il s'agit d'un téléphérique 3S construit par Doppelmayr. Il a été inauguré en décembre 2008 et permet de relier le secteur de Whistler à celui de Blackcomb avec un survol à 436 m de la vallée du Fitzsimmons Creek.
- Le téléphérique de voyageurs le plus bas au monde : le téléphérique de Massada en Israël, avec une station aval à 257 m en dessous du niveau de la mer et une station amont à 33 m.
- L'unique téléphérique souterrain au monde : le chemin de fer-tunnel de Fleissalm en Autriche[49].

### Records historiques
- La plus haute altitude jamais atteinte : le téléphérique de transport de sulfure au volcan Aucanquilcha, Chili : 5 874 m (hors service).
- La plus grande dénivellation : le téléphérique de Chilecito (1 076 m) à la mine La Mejicana (4 604 m) à la Sierra de Famatina, Argentine (transportant aussi des voyageurs) : dénivellation de 3 528 m (hors service).

## Dans la fiction
- Au cinéma, une séquence spectaculaire où des personnes prennent la fuite en téléphérique pour échapper à leurs poursuivants nazis, et où l'un des fugitifs effectue un saut acrobatique entre la cabine descendante et la cabine montante, a été tournée par Carol Reed pour son film Train de nuit pour Munich, sorti en 1940, et par Brian G. Hutton pour son film Quand les aigles attaquent, sorti en 1968.
- Le film Gondola de Veit Helmer, sorti en 2023, se déroule majoritairement le long d'une ligne de téléphérique en Géorgie.